# Arcidiocesi di Melitene
L'arcidiocesi di Melitene (in latino: Archidioecesis Melitenaea) è una sede soppressa del patriarcato di Costantinopoli e sede titolare della Chiesa cattolica.

## Storia
Melitene, corrispondente alla città di Malatya nell'odierna Turchia, è l'antica sede metropolitana della provincia romana dell'Armenia Seconda nella diocesi civile del Ponto e nel patriarcato di Costantinopoli.
Il Martirologio Romano attesta la presenza di diversi santi e martiri di Melitene: san Polieuto (7 gennaio), che subì la persecuzione all'epoca dell'imperatore Decio; san Domiziano vescovo (10 gennaio), che si adoperò per la conversione dei Persiani; i santi Pietro, diacono, e Ermogene (17 aprile); sant'Acacio vescovo (17 aprile), che fu deposto dalla sua sede per aver difeso la fede del concilio di Efeso contro Nestorio; i santi Ermogene e Elpidio (18 aprile) e i santi Gerone e compagni (7 novembre), che morirono tutti per le persecuzioni ordinate da Diocleziano.
Nella Notitia Episcopatuum dello pseudo-Epifanio, composta durante il regno dell'imperatore Eraclio I (circa 640), la sede di Melitene è elencata al 13º posto nell'ordine gerarchico delle metropolie del patriarcato di Costantinopoli; e le sono attribuite cinque diocesi suffraganee: Arca, Cucuso, Arabisso, Ariaratia e Comana.
Nella Notitia Episcopatuum attribuita all'imperatore Leone VI (inizio X secolo) la metropolia di Melitene con le sue suffraganee sono assenti, a causa dell'occupazione araba della regione. Ciò è confermato dalle cronotassi, dove nessun vescovo dell'Armenia Seconda è noto dopo il VII secolo. La sede di Melitene fu ricostituita quando la città venne liberata dagli arabi nel 934; la metropolia ricompare nella Notitia attribuita a Giovanni Zimisce verso la fine del X secolo.
Melitene divenne una importante sede della Chiesa ortodossa siriaca, i cui vescovi sono attestati dal VII al XII secolo nella Cronaca di Michele il Siro. Nel vicino monastero di Mar Barsauma ebbero la loro sede i patriarchi giacobiti dal 1034 al 1293.
Dal XVIII secolo Melitene è annoverata tra le sedi arcivescovili titolari della Chiesa cattolica; la sede è vacante dal 13 aprile 1967.

## Cronotassi

### Arcivescovi greci
- Sant'Eupsichio † (circa 238 - circa 244)
- Sant'Acacio I † (menzionato nel 250 circa)
- Uranio † (menzionato nel 363)
- Otreio I † (prima del 366 - dopo il 382)
- Letoio † (menzionato nel 390 circa)
- Sant'Acacio II † (prima del 431 - dopo il 438)
- Sinodio †
- Costantino † (prima del 448 - dopo il 451)
- Otreio II † (menzionato nel 458)
- Zaccaria † (menzionato nel 518 circa)
- Eulogio † (menzionato nel 520 circa)
- Mama † (menzionato nel 536)
- Palladio † (menzionato nel 553)
- San Domiziano † (? - 11 gennaio 601 deceduto)
- Teodoro I † (menzionato nel 680)
- Teodoro II † (menzionato nel 998)
- Giovanni † (prima del 1027 - dopo il 1039)[4]

### Arcivescovi titolari
- Francesco Federico Giordani † (5 settembre 1725 - 30 luglio 1741 deceduto)
- Gabriel de Torres y Navarra † (18 settembre 1741 - 20 luglio 1757 deceduto)
- Gabriele Maria Gravina, O.S.B. † (16 marzo 1818 - 18 aprile 1840 deceduto)
- Girolamo d'Andrea † (12 luglio 1841 - 15 marzo 1852 nominato cardinale presbitero di Sant'Agnese fuori le mura)
- Frédéric-François-Xavier Ghislain de Mérode † (22 giugno 1866 - 11 luglio 1874 deceduto)
- Felice Maria de Neckere † (17 settembre 1875 - 30 gennaio 1903 deceduto)
- Paolo Maria Barone † (17 marzo 1903 - 27 novembre 1908 nominato arcivescovo di Siena)
- Pasquale Guerini † (14 gennaio 1910 - 8 febbraio 1911 deceduto)
- Giovanni Vincenzo Bonzano † (3 febbraio 1912 - 11 dicembre 1922 nominato cardinale presbitero di San Pancrazio fuori le mura)
- Augustin Marre, O.C.S.O. † (16 agosto 1923 - 7 settembre 1927 deceduto)
- Alfred-Henri-Marie Baudrillart † (12 aprile 1928 - 16 dicembre 1935 nominato cardinale presbitero di San Bernardo alle Terme Diocleziane)
- Pierre Florent André du Bois de La Villerabel † (6 luglio 1936 - 3 gennaio 1938 deceduto)
- Ettore Fronzi † (1º ottobre 1938 - 19 febbraio 1940 deceduto)
- Juan Francisco Aragone † (20 novembre 1940 - 7 maggio 1953 deceduto)
- James Robert Knox † (20 luglio 1953 - 13 aprile 1967 nominato arcivescovo di Melbourne)